# Bioshock 2
Bioshock 2 (stiliserad som BioShock 2) är en förstapersonsskjutare utvecklat av 2K Marin och utgivet av 2K Games till Microsoft Windows, Playstation 3 och Xbox 360 den 9 februari 2010. Feral Interactive släppte en OS X-versionen av spelet den 30 mars 2012. Det är uppföljaren till Bioshock från 2007, och tillkännagavs först i mars 2008.
Spelet utspelar sig i den fiktiva undervattensstaden Rapture, åtta år efter händelserna i det första Bioshock. Spelet innehåller förbättringar till spelupplägget i Bioshock-serien, samt ett flerspelarläge. En tredje spel i serien, Bioshock Infinite, utvecklades av Irrational Games och släpptes den 26 mars 2013.
29 maj 2020släpptes spelet till Nintendo Switch.

## Spelupplägg
I och med att spelaren nu är iklädd dykardräkt så kan denne röra sig i översvämmade områden och även utanför Rapture. Spelaren kan välja mellan att skörda Little Sisters på ADAM vilket ger en måttlig mängd ADAM men dödar Little Sister i processen. Spelaren kan också välja att adoptera dem, de följer då med spelaren på axeln och skördar ADAM från döda invånare på marken, vilket ger spelaren mer ADAM men bered dig på att slåss och skydda din Little Sister, att skörda ADAM lockar till sig Splicers (invånare som blivit galna och beroende av för mycket ADAM.)
Nya plasmids introduceras och spelaren kan använda den armmonterade borren som används av andra Big Daddies. Spelaren har även tillgång till Plasmids så som i det första Bioshock. Plasmids är injektioner bestående av förfinat ADAM som ändrar ditt DNA och kan ge dig krafter så som Telekinesis, Incinerate, Electro Bolt, Winter Blast, Insect Swarm, m.fl. Som spelare kan man även använda Plasmids och vapen samtidigt, något som inte var möjligt i originalspelet. Det finns också ett flerspelarläge där flera spelare kan spela tillsammans via Internet.

## Handling
Tio år har gått sedan det första Bioshock. Spelaren tar rollen som "Subject Delta", en prototyp av den första lyckande Big Daddy. Vilket innebär att det ger dig fri vilja, snabbhet och en bättre intelligens än de andra Big Daddies. Den här gången har man en speciell anknytning till en "Little Sister" och uppgiften är att hitta denna specifika Little Sister, Eleanor Lamb, som är försvunnen någonstans i Rapture. Eleanor är den första Little Sister som är lyckat bunden till en Big Daddy. Big Daddyn i fråga är Subject Delta. Eleanor har under 10 år vuxit upp utan sin Big Daddy och det är ett mysterium vad som hände mellan er två före BioShock 2. Eftersom allt fler Little Sisters försvinner och blir tillfångatagna av en allt tuffare fiende med nästan samma egenskaper som en Big Daddy - en Big Sister blir det allt svårare för dig att leta. Big Sisters var från början Little Sisters som inte blev räddade och som nu vuxit upp efter 10 år. Inspirerade av sina beskyddare Big Daddies har de med tiden lyckats använda och mixtra ihop utrustning från döda Big Daddies för att dra nytta av detta åt sig själva. De har även lyckats ta sig upp på ytan för att tillfångata små flickor från kusten och förvandla dem till Little Sisters.

## Röstskådespelare
- Doug Boyd - Augustus Sinclair
- Sarah Bolger - Eleanor Lamb
  - Sydney Unseth - Eleanor Lamb som barn
- Fenella Woolgar - Sofia Lamb
- Anne Bobby - Brigid Tenenbaum
- John Hillner - Gil 'Alex the Great' Alexander
- Sheryl Lee Ralph - Grace Holloway
- Richard Poe -  Simon Wales
- Graham Rowat - Daniel Wales / Warden Nigel Weir
- Bill Lobley - Stanley Poole
- Armin Shimerman - Andrew Ryan
- Jodelle Ferland - Little Sisters
- Karl Hanover - Atlas / Fontaine
- Michael Ensign - Diverse röster
- Alastair Mackenzie - Diverse röster
- Yuri Lowenthal - Diverse röster
- Crispin Freeman - Diverse röster
- Karen Strassman - Diverse röster

## Utveckling
När spelet offentliggjordes användes titeln Bioshock 2: Sea of Dreams. Underrubriken slopades dock den 19 mars 2009.